# Strage di Samarate
La strage di Samarate è un caso di familicidio avvenuto a Samarate, in provincia di Varese, il 4 maggio 2022.
La strage fu compiuta da Alessandro Maja (Milano, 1964), geometra che la notte fra il 3 e il 4 maggio 2022 uccise a colpi di martello la moglie Stefania Pivetta e la figlia Giulia, di soli 16 anni. Il figlio ventiquattrenne Nicolò, aggredito con trapano e cacciavite, si salvò per miracolo ed è stato reso invalido dalle gravi ferite riportate. Il responsabile avrebbe tentato il suicidio dopo la mattanza. Il movente, mai del tutto chiarito, fu attribuito allo stato di turbamento emotivo in cui Maja si trovava a causa di problemi economici. Il delitto avvenne nella villa familiare dei Maja, dove la famiglia viveva dal 1999.
Il 12 giugno 2024 la Corte suprema di Cassazione confermò l'ergastolo per Alessandro Maja, condanna già pronunciata in primo grado.

## Il delitto
Alle prime luci dell'alba del 4 maggio 2022, intorno alle 6:00, dalla villetta familiare in Via Torino 32 a Samarate si sentirono urla di aiuto che allarmarono tutto il vicinato. Dalla porta di casa aperta, i vicini videro Alessandro Maja steso a terra, in mutande, ricoperto di sangue. Erano visibili solo le gambe, metà del corpo era all'interno della casa e metà fuori. Durante la prima chiamata al 118 venne richiesta solo un'ambulanza, ma ad un certo punto Maja iniziò ad urlare "Li ho ammazzati tutti, bastardi!". Dopo queste parole vennero chiamati anche i carabinieri. Si scoprì che Maja, con diversi oggetti (martello, cacciavite e coltello) aveva appena ferito mortalmente la moglie Stefania Pivetta, parrucchiera di 57 anni, e la figlia Giulia Maja mentre dormivano. In seguito scese in garage per tentare il suicidio, ma senza successo. Il figlio Nicolò, sebbene in condizioni disperate, riuscì a sopravvivere all'aggressione. Si salvò solo perché, prima di venire attaccato, si svegliò riuscendo ad opporre resistenza e a gridare per attirare l'attenzione dei vicini.
La ricostruzione del delitto rivelò che Stefania Pivetta fu la prima a morire. Fu uccisa sul divano di casa (dove quella notte dormiva perché aveva contratto il Covid-19) con una martellata al cranio e una coltellata alla gola, morendo senza neanche accorgersene. Maja salì poi al 2º piano andando in camera della figlia Giulia, che venne uccisa con un solo colpo alla testa. Il figlio maggiore Nicolò fu l'ultimo a subire la furia omicida di Alessandro Maja, dalla quale però si salvò miracolosamente.

## Indagini

### Alessandro Maja
Le indagini si concentrarono da subito sulla figura di Alessandro Maja e su quale potesse essere il movente di questa strage. All'epoca dei fatti, Alessandro Maja era un geometra di 57 anni con uno studio sui Navigli a Milano, dove gestiva un atelier per locali del Food&Beverage. Nato a Milano, nel 1965 si era trasferito a Samarate insieme alla moglie Stefania Pivetta nella villetta dove si è consumata la tragedia. Secondo le testimonianze di vicini e parenti, Maja era ossessionato dai soldi e riteneva che la moglie spendesse troppo, anche per cose inutili. Maja era profondamente agitato a causa della sua situazione economica, ritenendo di essere un fallito e che la famiglia si trovasse alle soglie della povertà. Nel tempo si è fatta largo l'ipotesi di un'ulteriore preoccupazione di Maja per una possibile separazione dalla moglie, ma il vero movente della Strage di Samarate è ancora sconosciuto. Ciò che è certo, per gli investigatori, è l'aggravante della premeditazione. 
Giulio Pivetta, padre e nonno delle vittime, testimoniò di una conversazione avuta con la nipote Giulia pochi giorni prima della tragedia. Mentre il signor Pivetta era in macchina insieme alla nipote per portarla a tennis, questa le raccontò che la notte precedente si è trovata il padre Alessandro seduto sul suo letto, in lacrime, che le chiedeva scusa. Per gli investigatori Maja aveva già organizzato lo sterminio della sua famiglia, tanto da chiedere scusa alla figlia per il folle gesto che stava per compiere. Per tutta la città di Samarate e soprattutto coloro che conoscevano la famiglia Maja, la strage non sembrava avere spiegazione poiché da fuori "sembravano la famiglia perfetta, mai un litigio, una famiglia invidiabile".

## I processi
Il processo contro Alessandro Maja cominciò nel maggio 2023, con l'accusa di omicidio volontario aggravato e tentato omicidio. La richiesta del PM Martina Melita fu l'ergastolo con 18 mesi di isolamento diurno, mentre la difesa chiese l'esclusione dell'aggravante della crudeltà insieme ad una nuova perizia psichiatrica. Maja, secondo le perizie, era capace di intendere e di volere al momento del delitto e per non perdere il suo benessere economico avrebbe ucciso la sua famiglia, aspettando che questa si addormentasse per colpirla nel sonno. 
Il 21 luglio 2023 la Corte d'Assise di Busto Arsizio condannò Alessandro Maja all'ergastolo con 18 mesi di isolamento diurno, oltre al pagamento delle spese processuali. La sentenza fu confermata dalla Corte d'Assise di Milano il 14 febbraio 2024 e resa definitiva il 12 giugno dello stesso anno.
Durante il processo, in aula il figlio Nicolò, finito in carrozzina, ha indossato una t-shirt con sopra le facce della madre e della sorella. Alessandro Maja ammise di aver commesso un reato imperdonabile ma chiese comunque perdono al figlio e alla famiglia Pivetta. 
Attualmente Maja sta scontando la pena nel carcere di Monza.